# La Soledad, Ixtacuixtla de Mariano Matamoros
La Soledad är en ort i Mexiko.   Den ligger i kommunen Ixtacuixtla de Mariano Matamoros och delstaten Tlaxcala, i den sydöstra delen av landet, 80 km öster om huvudstaden Mexico City. La Soledad ligger 2 656 meter över havet och antalet invånare är 210.
Terrängen runt La Soledad är huvudsakligen kuperad, men österut är den platt. La Soledad ligger uppe på en höjd. Runt La Soledad är det tätbefolkat, med 511 invånare per kvadratkilometer. Närmaste större samhälle är San Martin Texmelucan de Labastida, 13,6 km söder om La Soledad. Trakten runt La Soledad består till största delen av jordbruksmark.